# Sân bay Mweka
Sân bay Mweka (IATA: MEW, ICAO: FZVM) là một sân bay ở Mweka, Cộng hòa Dân chủ Congo.